# Alec Van Hoorenbeeck
Alec Van Hoorenbeeck, né le 30 décembre 1998 à Mortsel en Belgique, est un footballeur belge qui joue au poste de défenseur au FC Twente.

## Biographie

### En club
Né à Mortsel en Belgique, Alec Van Hoorenbeeck est notamment formé par le Kontich FC et le Beerschot AC avant de poursuivre sa formation à la KV Malines. C'est avec ce club qu'il fait ses débuts en professionnel, jouant son premier match le 24 août 2019, lors d'une rencontre de championnat face au KV Ostende. Titulaire ce jour-là, il est remplacé à la 72e minute de jeu par Dante Vanzeir. Son équipe s'incline sur le score de deux buts à un.
Le 6 janvier 2020, Van Hoorenbeeck est prêté au KSK Heist.
Le 15 août 2020, il est prêté pour une saison à Helmond Sport.
De retour au KV Malines à la fin de son prêt, le défenseur s'impose en équipe première, devenant un joueur régulier du onze de départ. Il est récompensé en mars 2022 par un nouveau contrat avec Malines. Il est alors lié au club jusqu'en juin 2026.